# Jean-Louis Zanon
Jean-Louis Zanon, född den 30 november 1960 i Montauban, Frankrike, var en fransk fotbollsspelare, medlem i det franska lag som tog guld vid de olympiska sommarspelen 1984 i Los Angeles.